# Hollywood Bowl
Résidence
Le Hollywood Bowl est un théâtre moderne d'une capacité de 17 376 places accueillant des spectacles de plein air sur les hauteurs de Hollywood, à Los Angeles en Californie.

## Présentation
Le Hollywood Bowl est le plus grand théâtre naturel des États-Unis. Situé dans le prolongement de Cahuenga Boulevard West, au 2301 North Highland Avenue, il est visible depuis l'aire de repos Hollywood Bowl sur Mulholland Drive.
Officiellement inauguré le 11 juillet 1922 avec le concert d'ouverture d'Alfred Hertz (en) dirigeant l'Orchestre symphonique de San Francisco (prélude aux 37 concerts prévus pour la saison), il occupe un site autrefois connu sous le nom de Daisy Dell (Vallon de la Pâquerette). La scène se caractérise par une coque faite d'arcs concentriques. Le Hollywood Bowl est la résidence de l'orchestre du Hollywood Bowl et accueille l'orchestre philharmonique de Los Angeles pendant la saison estivale par intermittence avec d'autres spectacles.

### Histoire

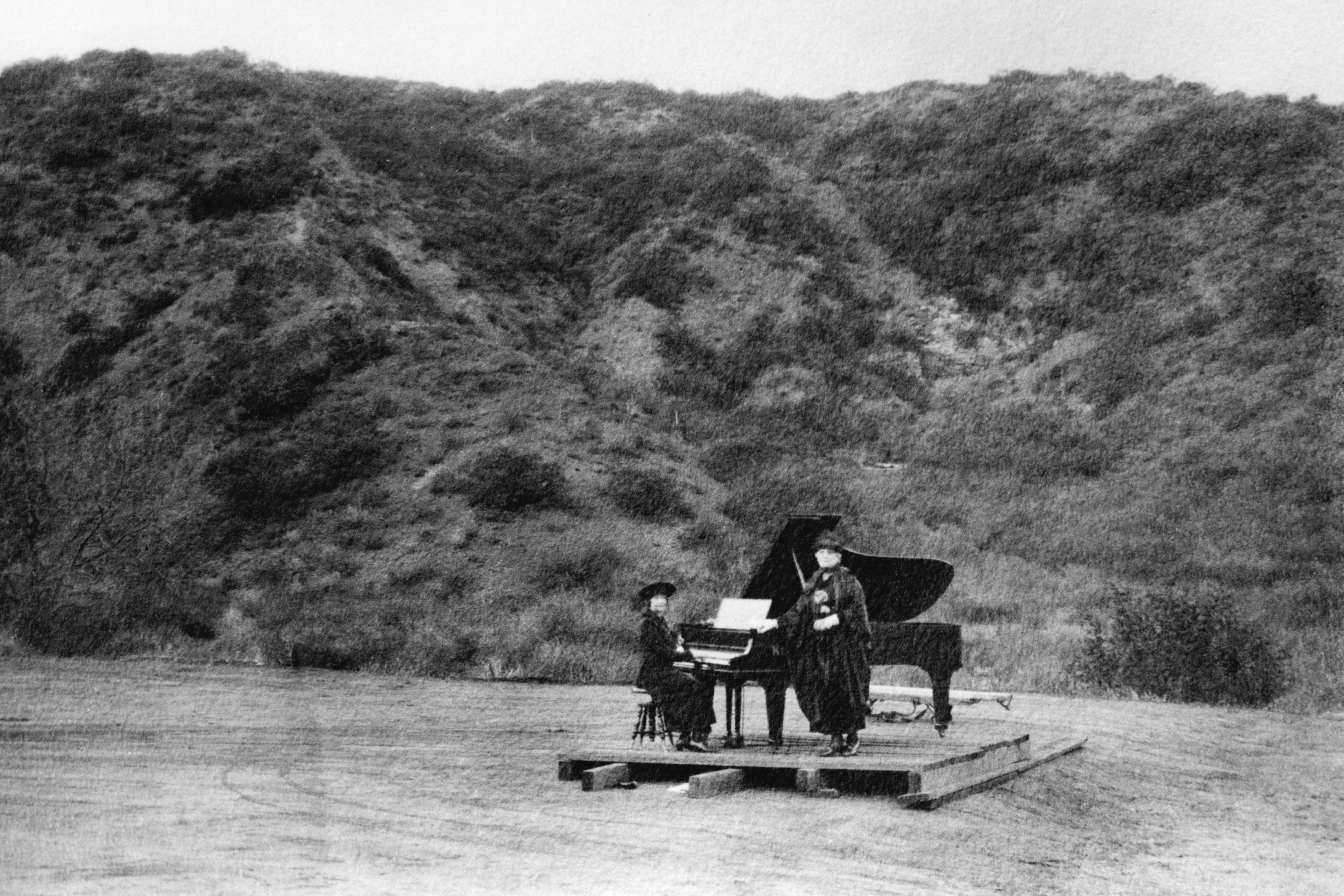
Premier concert connu sur le site du Hollywood Bowl donné par deux femmes sur une porte de grange, vers 1920.

L'histoire du Hollywood Bowl commence en 1919, quand la toute jeune Alliance des Arts du Théâtre (Theatre Arts Alliance) envoie deux de ses membres, William Reed et son fils H. Ellis, à la recherche d’un site de production de spectacles en plein air sur les collines de Hollywood. Le besoin de créer de nouveaux centres culturels se fait alors sentir à Los Angeles pour accompagner la croissance de la ville liée à celle de l'industrie du cinéma américain et du divertissement. Les recherches conduisent les Reed père et fils à Daisy Dell, modeste vallon fréquenté jusque-là par quelques pique-niqueurs mais dont la forme naturelle est celle d’un amphithéâtre, blotti contre les collines à l’entrée du col de Cahuenga.
Daisy Dell, bientôt rebaptisé Hollywood Bowl, accueille à partir de 1920 son premier concert ainsi que quelques cérémonies de remise de diplômes aux étudiants et d’autres réceptions publiques. Le premier grand concert est donné le 27 mars 1921 par l’orchestre philharmonique de Los Angeles, le matin de Pâques au lever du soleil devant 800 spectateurs. L’année suivante, l’orchestre philharmonique de Los Angeles débute officiellement sa première saison d’été au Hollywood Bowl.
Les premiers spectateurs du Hollywood Bowl doivent s'asseoir par terre sur des couvertures qu'ils étendent sur l’herbe, ou bien sur des bancs temporaires, les artistes devant quant à eux se contenter d’une simple scène en planches. Le site s’équipe peu à peu : en 1926, le versant accueillant les spectateurs fait l'objet de travaux de terrassement et des boxes permanents de quatre sièges sont installés ; en 1926, 1927 et 1928, la scène se voit dotée de coques temporaires destinées à fournir un fond visuel et à améliorer l’acoustique naturelle du site. La coque de 1927 est de forme pyramidale, celle de 1928, conçue par Lloyd Wright (fils de Frank Lloyd Wright), même si elle est démontée en fin de saison pour cause de dommages liés à des intempéries, introduit le concept d’arc concentrique, qui sera repris par la suite.
En 1929, une coque permanente est finalement installée, inspirée du modèle de Wright, mais présentant des arcs semi circulaires plutôt qu'elliptiques, donnant au site l’aspect immédiatement reconnaissable qu'on lui connaît aujourd’hui. Seules quelques modifications sont apportées dans les années 1970 et 1980 par l'architecte Frank Gehry, et ce n’est qu’en 2004 que la coque de 1929 est remplacée par un modèle plus grand, afin d’accueillir un orchestre complet.
Le record d'audience du Hollywood Bowl date du 7 août 1936. La cantatrice soprano française Lily Pons y réunit ce jour-là 26 410 spectateurs, venus l'écouter chanter des airs d'opéra. Elle est accompagnée par l'orchestre Philharmonique de Los Angeles, dirigé par son futur mari André Kostelanetz, qu'elle épousera en 1938.

### Évènements
Même si le Hollywood Bowl accueille principalement des concerts de musique classique, il a été témoin d’autres évènements.
En 1935, la première dame des États-Unis Eleanor Roosevelt fait un discours au Hollywood Bowl.
Pendant la seconde guerre mondiale, Song Meiling, la femme du généralissime chinois Tchang Kaï-chek, sillonne les États-Unis pour donner une série de conférences organisée par le producteur de cinéma David O. Selznick. En avril 1943, devant toute l’intelligentsia que compte le sud de la Californie, elle fait au Hollywood Bowl un discours galvanisant dans lequel elle décrit le conflit sino-japonais et à l’issue duquel elle exhorte le Congrès à abroger le Chinese Exclusion Act, loi de 1882 visant à interdire l’immigration des Chinois aux États-Unis, ce que le Congrès se résout à faire en décembre de la même année afin de s'allier la Chine contre le Japon.
En 1946, Frank Sinatra devient le premier artiste grand public à se produire au Hollywood Bowl. En dépit de la polémique que cela crée, le Hollywood Bowl s'ouvre à partir de là aux artistes qui ne sont pas issus du monde de la musique classique. En 1965, à l'occasion d’une semaine particulièrement mémorable, le Hollywood Bowl accueille successivement les concerts des Beatles (faisant suite à un premier concert en ce même lieu le 23 août 1964), d'Aaron Copland, d'Igor Stravinsky et de Bob Dylan. Le 5 juillet 1968, le groupe américain The Doors donne un concert au Hollywood Bowl, les Jackson Five s'y produisent le 22 août 1971. Le groupe Pink Floyd s'y produit également le 22 septembre 1972 et s'inspirera de la scène en forme de demi-lune pour la tournée de The Division Bell tour en 1994. Cette tradition d'offre diversifiée de spectacles se perpétue de nos jours, permettant de voir tour à tour des artistes de rock tels que Maroon 5, de musique country tels que Dolly Parton, des humoristes tels que Eddie Izzard ou les Monty Python qui en sortirent même un film en 1982, Monty Python à Hollywood (Monty Python Live At The Hollywood Bowl), par intermittence avec les concerts de musique classique de l’orchestre philharmonique de Los Angeles et de l’orchestre du Hollywood Bowl.

### Tradition
La tradition du pique-nique est attachée au lieu. Mais bien que Daisy Dell accueillait des pique-niqueurs bien avant que la première note ne soit jouée, le grignotage reste interdit au Hollywood Bowl jusqu’en 1951. Cette année-là, Dorothy Buffum Chandler, mécène ayant contribué à sauver le Hollywood Bowl de la faillite, bouscule la règle en commandant un pique-nique qu'elle offre aux spectateurs. Depuis, le pique-nique est à nouveau autorisé pendant les concerts et fait partie de la tradition du lieu.

## Univers de fiction
Le Hollywood Bowl sert de décors aux œuvres suivantes :

### Films
- Une étoile est née (1937)
- Hollywood Hotel (1937)[10] où Rosemary Lane chante à Dick Powell.
- Assurance sur la mort (1944)
- Escale à Hollywood (1945) avec Gene Kelly, Frank Sinatra et José Iturbi.
- Long-Haired Hare (1948), court métrage avec Bugs Bunny
- Les Travailleurs du chapeau (1949)
- Tom et Jerry au Hollywood Bowl (1950), court métrage avec Tom and Jerry
- Dixieland Droopy (1954) court métrage de la MGM avec Droopy
- Un vrai cinglé de cinéma (1956)
- Bunny chef d'orchestre (1959), court métrage avec Bugs Bunny
- A Perfect Couple (1979)
- Xanadu (1980)
- Monty Python à Hollywood (Monty Python Live At The Hollywood Bowl) (1982)
- L'Amour à l'envers (1987)
- Au fil de la vie (1988)
- Jimmy Hollywood (1994)
- Los Angeles 2013 (1996)
- Une fille qui a du chien (1999)
- Shrek 2 (2004)
- Yes Man (2008)

### Séries télévisées
- The Beverly Hillbillies (1963) dans le 23e épisode Jed buys the Freeway de la saison 1. Un escroc tente de vendre aux Clampetts le Hollywood Bowl, le zoo de Los Angeles et l'autoroute reliant les deux.
- Columbo (1972) dans le 1er épisode Symphonie en noir de la saison 2 de Columbo. Alex Benedict assassine sa maîtresse un soir de concert au Hollywood Bowl et maquille la scène en suicide.
- Les Simpson (1995) dans le 23e épisode La Springfield connection de la saison 6. Le Hollywood Bowl est parodié à Springfield et se nomme le Springfield Bowl.
- Sleeper Cell (2006) dans le 7e épisode 7 La discorde de la saison 2. Le Hollywood Bowl y est la cible d'une bombe nucléaire.
- Californication (2008) dans le 9e épisode La Ronde des sentiments de la saison 2. Ashby invite Karen à un concert privé de Lili Haydn au Hollywood Bowl.
- Les Experts : Miami (2010) dans le 16e épisode Aller-retour à L.A de la saison 8. Horatio Caine rencontre le capitaine Sutter au Hollywood Bowl à la fin de l'épisode.
- 90210 Beverly Hills : Nouvelle Génération (2012) dans l'épisode 7 (Veux-tu... ne pas m'épouser ?) de la saison 5 Adrianna fait la première partie de Ne-Yo au Hollywood Bowl.

### Jeu Vidéo
- Grand Theft Auto 5 sous le nom de Vinewood Bowl (2013)

## Musée
Un musée d'accès libre situé au 2301 N. Highland Avenue, attenant au Hollywood Bowl, retrace l'histoire du lieu.

## Galerie

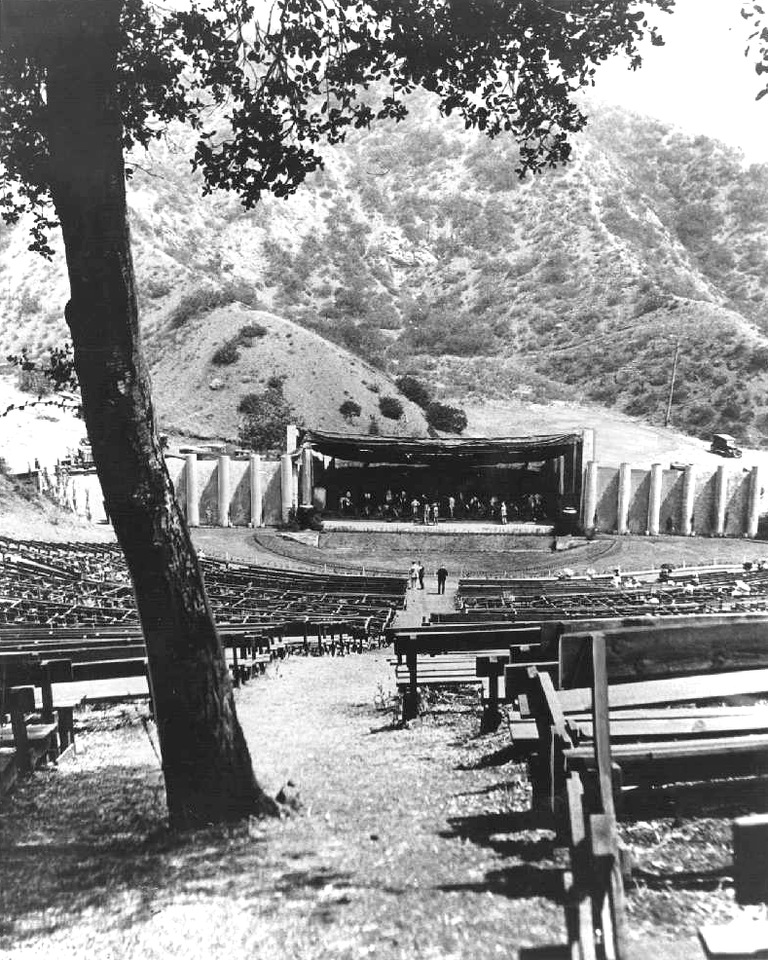
Le Hollywood Bowl en 1922.
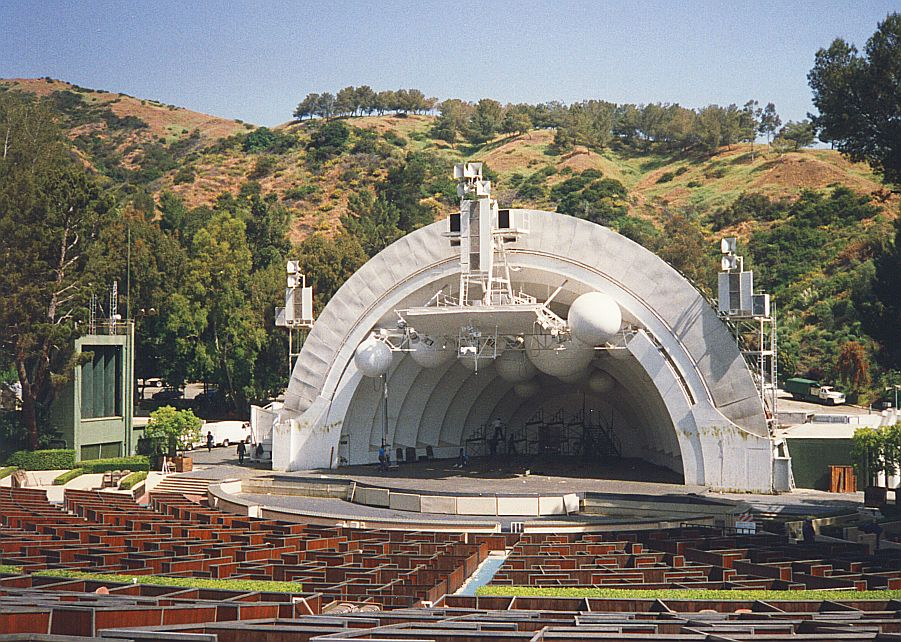
Le Hollywood Bowl en 2003, avant la rénovation de la coque.
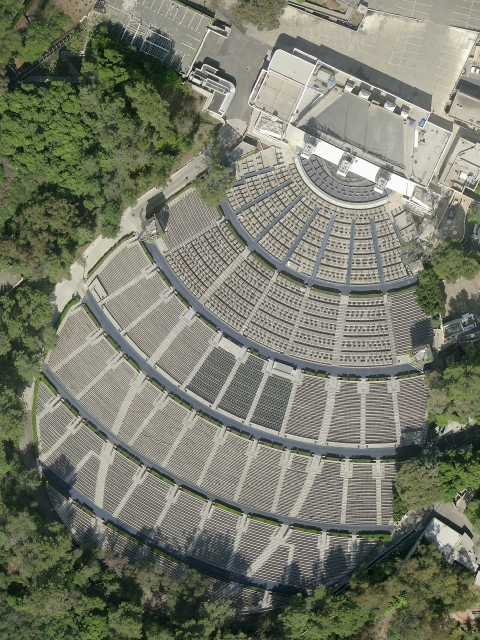
Prise de vue satellite par l'USGS.